# Cailletier
Cailletier, còn được gọi bằng tiếng Anh với tên tiếng Ý là Taggiasca, là một giống ô liu được trồng chủ yếu ở vùng Alpes-Maritimes gần Nice và Riviera di Ponente, Ý. Nó được biết đến nhiều nhất dưới cái tên Niçoise, vì công dụng chữa bệnh của nó. Cailletier là một thành phần quan trọng trong xa lát kiểu Nice. Nó cũng có thể được sử dụng để sản xuất dầu. Giống cây này đặc biệt nhạy cảm với ruồi giấm ô liu.

## Quy mô
Cailletier đặc biệt phổ biến ở vùng Alpes-Maritimes, miền nam nước Pháp vì nó được xuất xứ từ vùng này., Và cả ở Liguria gần đó ở Ý. Cũng có thể tìm thấy Cailletier ở những nơi khác như Nhật Bản, Úc và Hoa Kỳ.

## Tên gọi
Ở Ý, giống cây này được biết đến với cái tên Taggiasca, có nguồn gốc từ thị trấn Taggia. Ở địa phương, nó được biết đến với nhiều tên khác nhau, như Cayet hoặc Cayon, Grassenc, Olivier de Grasse, Pendoulier và Pleureur. Tên Niçoise không phải là tên của loại cây này, mà là tên của quả ô liu sau một quá trình chế biến cụ thể.

## Đặc trưng
Đây là một giống cây trồng có sức bền tốt và kích thước lớn, có dạng mọc thẳng và lá hình elip có chiều dài và chiều rộng trung bình. Quả ô liu có trọng lượng thấp, hình trứng và đối xứng. Hột có đỉnh và đáy tròn, với bề mặt lông và một lớp màng nhầy.
Để sử dụng trong sản xuất dầu, ô liu được thu hoạch vào giữa tháng 11. Mặt khác, trái cây được sử dụng như ô liu để bàn, có thể được thu hoạch cho đến tháng Năm. Những quả ô liu chín hoàn toàn có "màu sẫm từ nâu đen-tím đến nâu đen".

## Công dụng

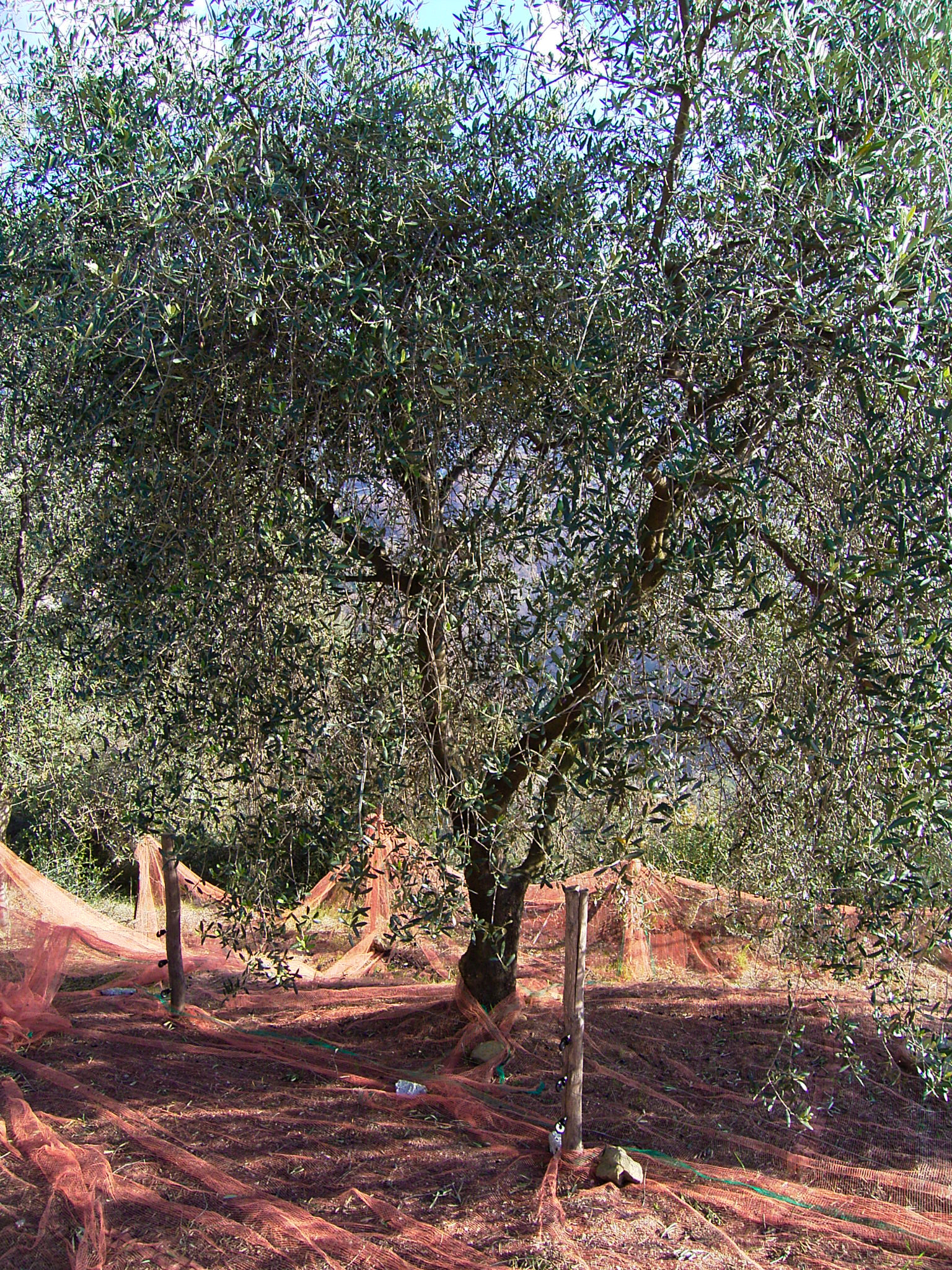
Giống cây trồng Cailletier gần Contes, Alpes-Maritimes, với lưới thu hoạch ô liu trên mặt đất

Cailletier là một giống cây công dụng kép, được sử dụng để khai thác dầu và làm ô liu. Nó cho sản lượng dầu (20–25%). Dầu có hương ngọt dịu và được đánh giá cao bởi những người mới sử dụng dầu ô liu. Nó có hương vị của quả hạnh tươi và hạt phỉ. Để có vị đắng và đậm đà hơn, nên thu hoạch trước cuối năm. Ở Pháp, giống cây này được sử dụng trong ba tên gọi chính thức được phê duyệt: "AOC Huile d'Olive de Nice", "AOC Olive de Nice" và "AOC Pâte d'Olive de Nice"; 
ở Ý, chất lượng của giống Taggiasca được cấp bởi các quy định về Chỉ định Xuất xứ được Bảo hộ - PDO.
Món phổ biến nhất của Cailletier là món xa lát kiểu Nice.

## Trong nông nghiệp
Nó được coi là một giống cây trồng năng suất, nhưng có xu hướng cho quả hai năm một lần, tức là một năng suất tốt được tiếp nối bởi một năng suất yếu hơn vào năm sau. Người ta thường đồng ý rằng giống cây này có khả năng tự sinh sản, nhưng một số nhà chức trách vẫn khuyến cáo sự hiện diện của các loài thụ phấn khác.
Nó dễ bị tổn thương bởi một số loài gây hại hữu cơ, chủ yếu là họ Bactrocera oleae (ruồi giấm ô liu). Các rủi ro khác là nấm mốc Saissetia oleae, Spilocaea oleaginea và Sooty. Ngoài ra chim sáo cũng đặc biệt thích Cailletier. Tuy hơi dễ bị lạnh nhưng nó có khả năng chống hạn cao.